# Mario Duarte
Mario Eliseo Duarte de la Torre (Barranquilla, 17 de junio de 1965) es un cantante y actor colombiano. Es reconocido por su papel de Nicolás Mora en la exitosa telenovela colombiana Yo soy Betty, la fea, además de ser el vocalista de la banda de rock, La Derecha.

## Biografía
De padres santandereanos, hijo de Eliseo Duarte García (1932-2019) y Marlene de la Torre. Uno de sus primeros éxitos fue con su banda La Derecha a principios de los años 1990, con las canciones Sombras y Ay que dolor. Después de varios años, la banda se desintegró cuando su hermano menor Josué, baterista del grupo, se fue a vivir a Estados Unidos.
Empezó su carrera como actor en la telenovela La madre (1998); también participó en la serie Francisco el matemático. Posteriormente en la telenovela Yo soy Betty, la fea donde dieron a conocer al mundo la sociedad bogotana. Su personaje fue Nicolás Mora, compañero inseparable de Betty; en 2007 actuó en la telenovela La hija del mariachi, entre otras.
En 2011 el grupo se encontró de nuevo y promocionó su disco Polvo eres.

## Filmografía

### Televisión
| Año       | Tìtulo                               | Personaje                                |
| --------- | ------------------------------------ | ---------------------------------------- |
| 1998      | La madre                             | Camilo                                   |
| 1999-2000 | Francisco el Matemático              | Dagoberto García                         |
| 1999-2001 | Yo soy Betty, la fea                 | Nicolás Mora Cifuentes / El mismo        |
| 2002      | Ecomoda                              | Nicolás Mora Cifuentes / El mismo        |
| 2002      | Pedro el escamoso                    | Don Carmelo                              |
| 2003      | La costeña y el cachaco              | Marcelo Basani «Chelo»                   |
| 2003      | Ángel de la guarda mi dulce compañía | Rafael                                   |
| 2004-2005 | La saga, negocio de familia          | Jaime Angulo                             |
| 2006-2007 | La hija del mariachi                 | Vladimir Fernando «El mil amores» Molina |
| 2009      | Las trampas del amor                 | El Tigre                                 |
| 2009-2010 | Amor en custodia                     | Ernesto «Tango» Salinas                  |
| 2011      | Confidencial                         | Pedro (Mejor amigo de Jorge)             |
| 2012-2013 | A mano limpia                        | Rubén Dagoberto Montero                  |
| 2014      | El Estilista                         | Humberto Rivera "Beto"                   |
| 2015      | Esmeraldas                           | Inspector Rogelio Téllez                 |
| 2015      | Las hermanitas Calle                 | Representante de Disquera                |
| 2018      | Garzón                               | Edgar Charria                            |
| 2019      | Siempre bruja                        | Papá de Johnny Ki                        |
| 2019      | Bolívar                              | Márquez                                  |
| 2020      | Amar y vivir                         | Delio Villamizar                         |
| 2021      | Café con aroma de mujer              | Pablo Emilio Villegas                    |
| 2021-2022 | ¿Quién es la Máscara?                | Participante                             |
| 2022      | A grito herido                       | Fernán                                   |
| 2024-2025 | Betty, la fea: la historia continúa  | Nicolás Mora Cifuentes                   |

### Cine
| Año  | Título                             | Personaje                              |
| ---- | ---------------------------------- | -------------------------------------- |
| 2000 | En mi reloj siempre son las 5 y 15 | Roko                                   |
| 2000 | Kalibre 35                         | Federico                               |
| 2001 | Bogotá 2016                        | Jorge                                  |
| 2008 | Los actores del conflicto          | Álvaro Hernández - 'Comandante Julián' |
| 2013 | Koko                               | Koko                                   |
| 2018 | Pelucas y Rokanrol                 |                                        |

## Discografía

### Con La Derecha
- La Derecha (1994)
- Balas de bebé (Y otras canciones de cuna) (1996)
- Polvo eres (2011)
- El puente de los aburridos (Sencillo - 2013)
- Árbol torcido (EP - 2016)
- Malayaa (Sencillo, banda sonora de la película Pelucas y Rokanrol - 2018)
- Últimas funciones (2019)

### Como solista
- Golpe de ala (2000)
- Very well (con Escotes, Sencillo - 2021)
- Cero agilidad (Sencillo - 2022)
- Satélite (con Guarachan Brothers - 2024)

## Premios y nominaciones

### Premios TVyNovelas
| Año  | Categoría                            | Telenovela o Serie   | Resultado |
| ---- | ------------------------------------ | -------------------- | --------- |
| 2010 | Mejor actor antagónico de telenovela | Amor en custodia     | Ganador   |
| 2001 | Mejor actor de reparto de telenovela | Yo soy Betty, la fea | Ganador   |

### Premios India Catalina
| Año  | Categoría                                    | Telenovela o Serie      | Resultado |
| ---- | -------------------------------------------- | ----------------------- | --------- |
| 1999 | Mejor actor antagónico de telenovela o serie | Francisco el Matemático | Ganador   |